# Тварини на війні (Меморіал)
«Тварини на війні» (англ. «Animals in War Memorial») — меморіал у Лондоні, присвячений пам'яті всіх тварин, які «служили і загинули в британських і союзницьких військах у війнах і конфліктах в усі часи». Меморіал знаходиться в Brook Gate, на шосе Park Lane і межує з лондонським Гайд-парком. Меморіал створив англійський скульптор Девід Бекхаус. Комплекс був відкритий 24 листопада 2004 року принцесою Анною.

## Історія
Меморіал був натхненний книгою Джіллі Купер "Тварини на війні", і став можливим завдяки спеціально створеному фонду розміром 1 400 000 фунтів стерлінгів, що приймав громадські пожертви, а Купер була однією з довірених осіб. 
Пам'ятник складається з вигнутої стіни з портлендського каменю розміром 16,8 м на 17,7 м, яка символізує арену війни та прикрашена зображеннями різних тварин, поряд просуваються вгору по сходах два тяжко навантажених бронзових мула, з іншого боку стіни бронзові кінь та собака, що оглядається у пошуках свого господаря.

## Підписи
Під заголовком "Тварини на війні", меморіал має два окремі написи, перший говорить:
"Цей пам'ятник присвячений всім тваринам
які служили і загинули разом з англійськими і союзними військами
в війнах і походах в усі часи.
Другий, більш короткий, але більшого розміру, просто читається:
"У них не було вибору".
На задній частині або за межами меморіалу є такі слова:
"Багатьох і різних тварин використали для підтримки британських і союзних військ у війнах і походах протягом століть, і в результаті загинули мільйони. Від голуба до слона, вони всі грають важливу роль в кожному регіоні світу у справи людської свободи.
Їх внесок не повинен бути забутий".

## Галерея

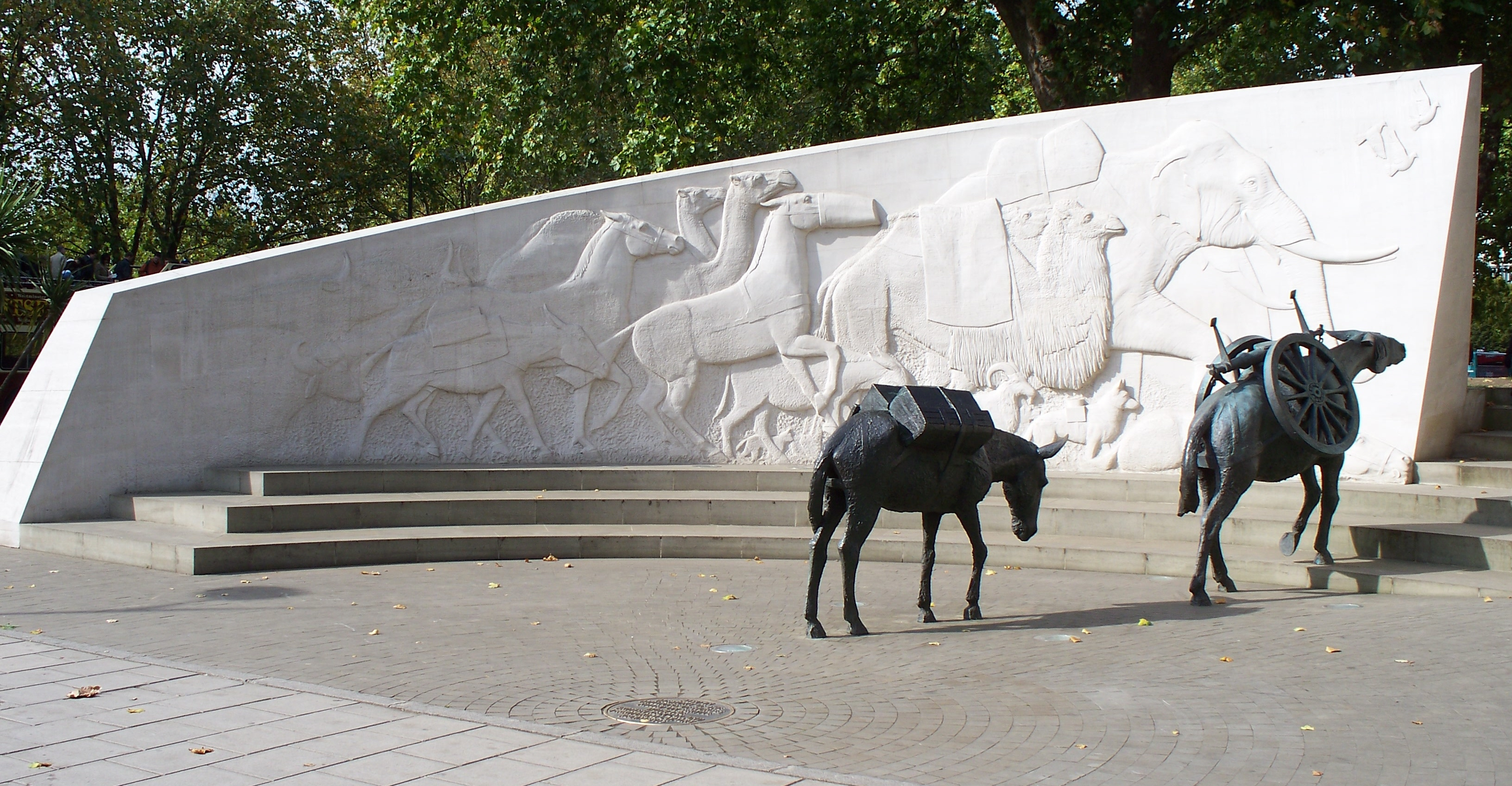
Західна частина меморіалу
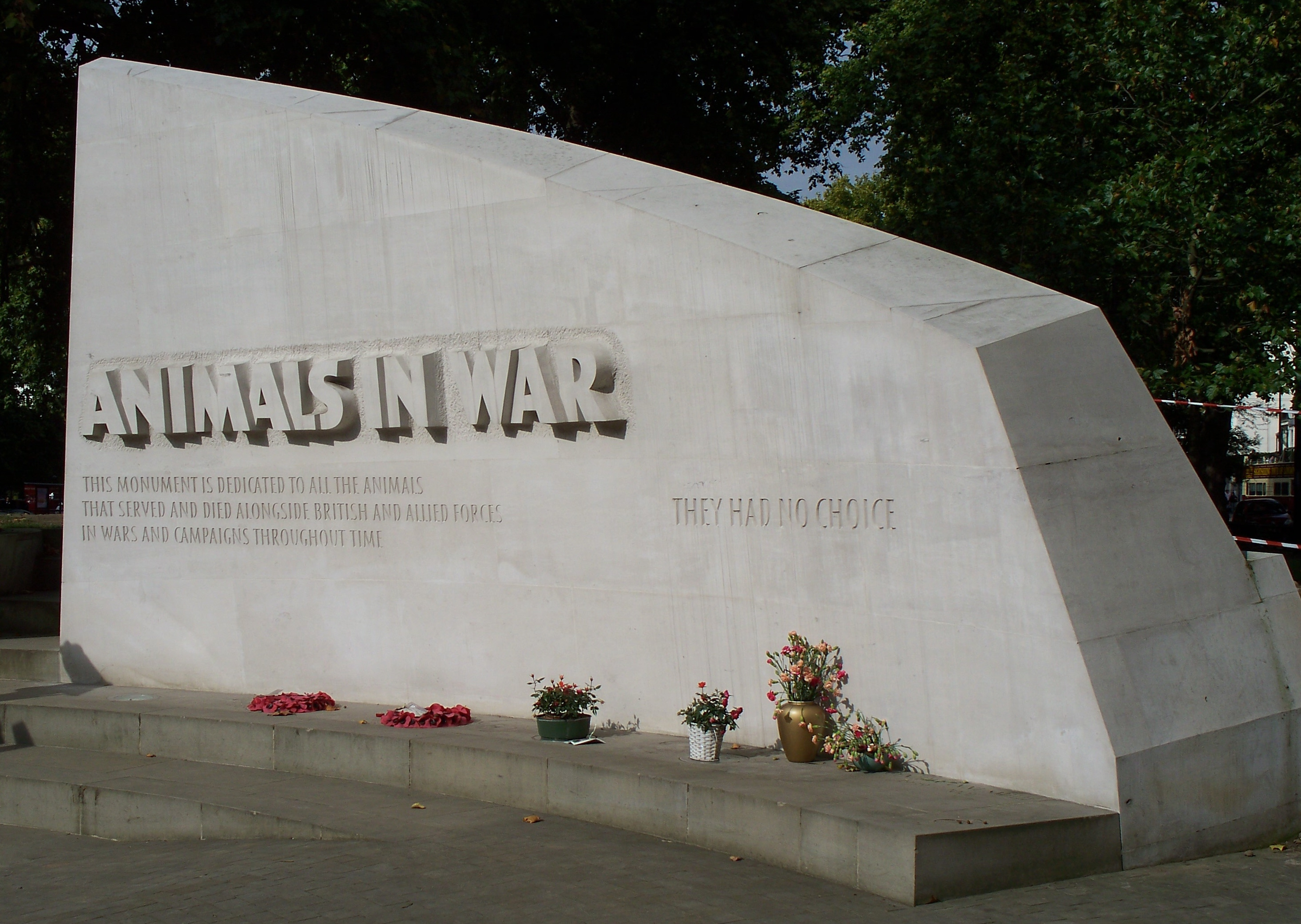
Східна частина меморіалу
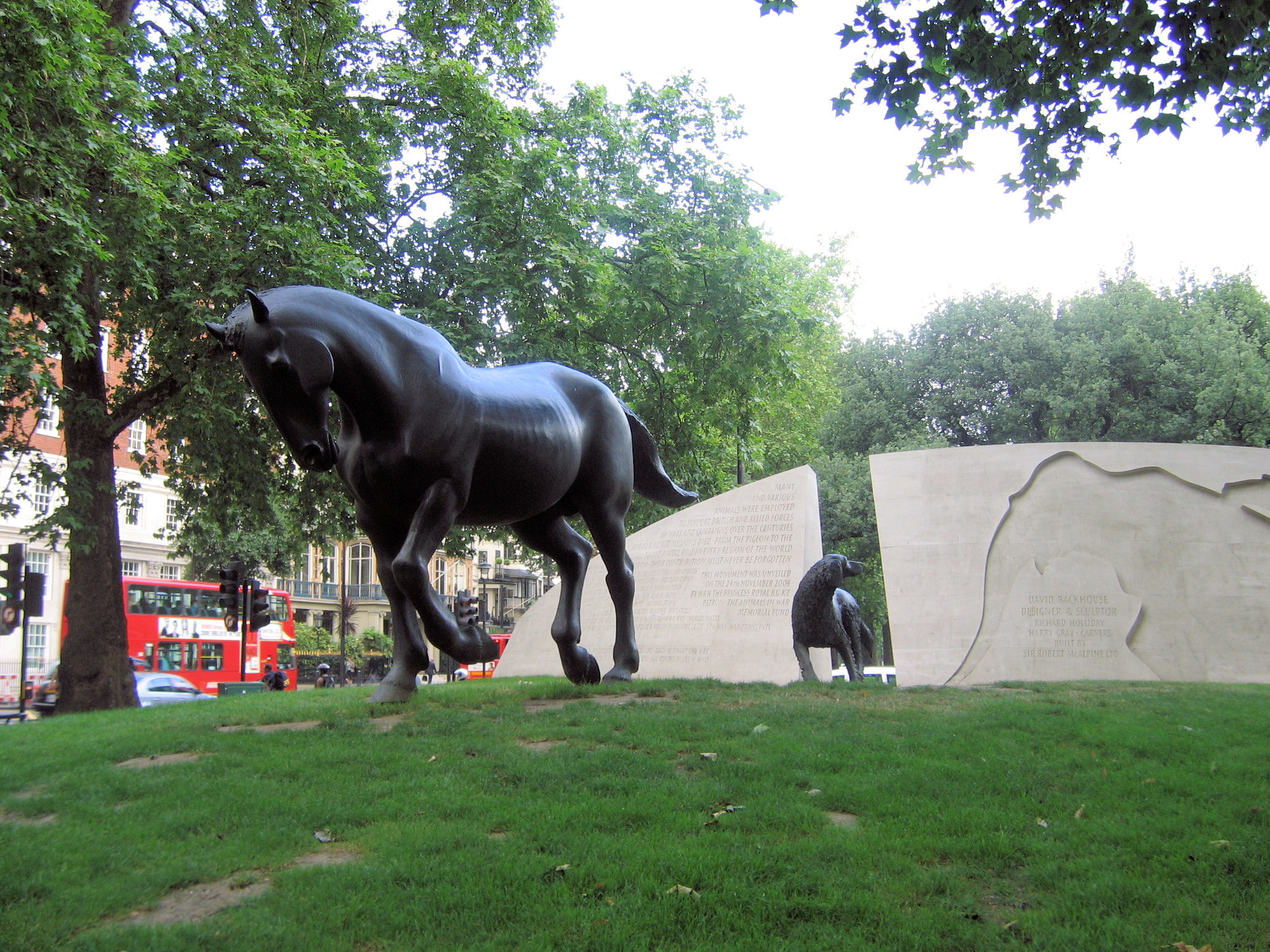
Північна частина меморіалу
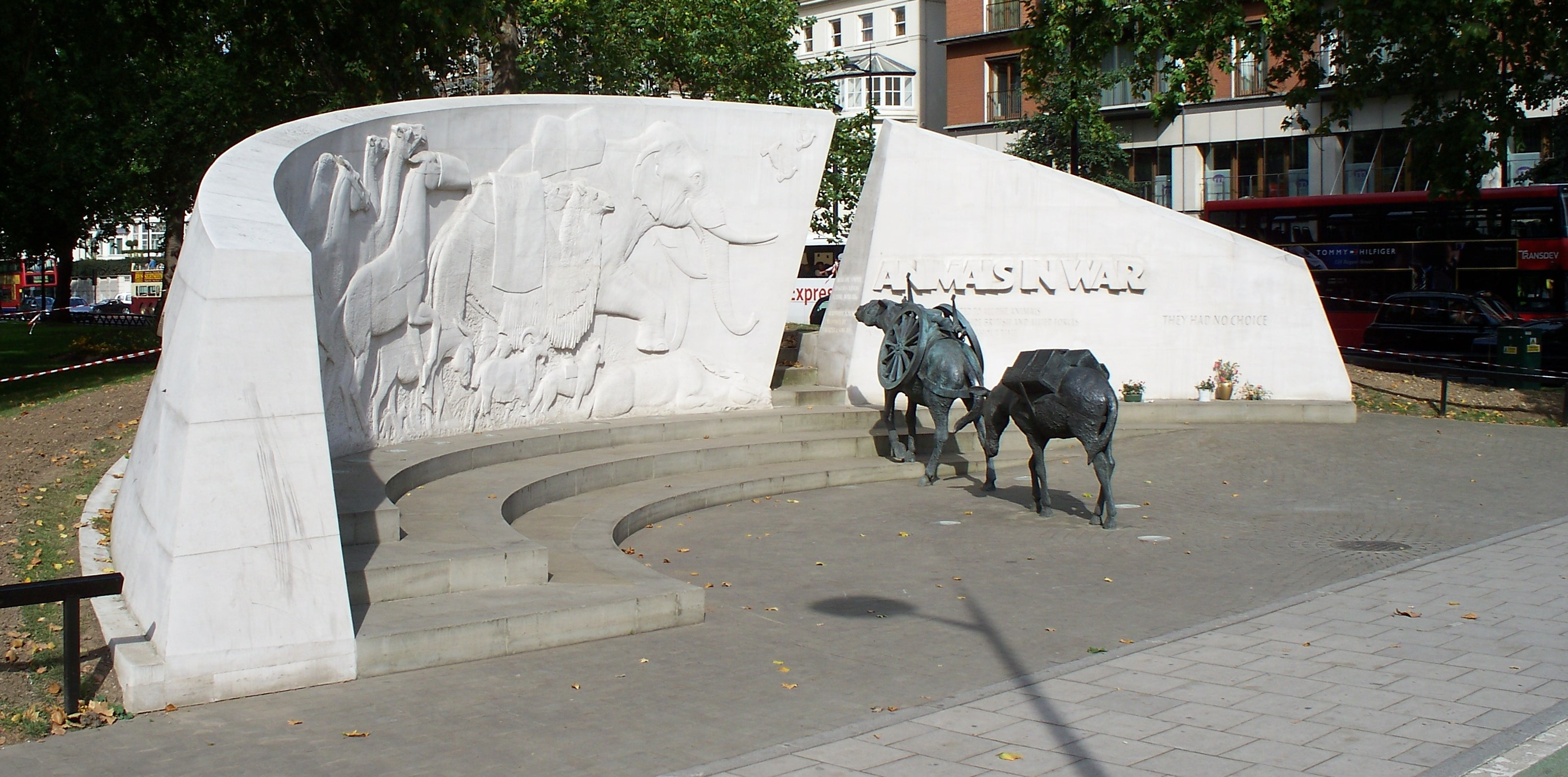
На фото у 2007 році

## Зовнішні посилання
- Офіційний Сайт Тварини В Меморіальний Фонд Війни
- Звук від Клінтона Роджерса ВВС [Архівовано 20 грудня 2019 у Wayback Machine.]
- Ще одна коротка стаття, в ряд фотографії меморіалу [Архівовано 18 березня 2017 у Wayback Machine.]
- Ще одна стаття орієнтована на ліпити пам'ятник [Архівовано 13 серпня 2006 у Wayback Machine.]
- Статті, що дають істотну деталь на конкретних тварин, заслужений Меморіал [Архівовано 16 лютого 2009 у Wayback Machine.]